# Arsenio Lope Huerta
Arsenio Lope Huerta (Alcalá de Henares, 15 de noviembre de 1943 - Ib., 2 de enero de 2021) fue un abogado, economista, escritor y político español. Durante su vida política, desempeñó los cargos de alcalde de Alcalá de Henares, gobernador civil de León y delegado del Gobierno en Castilla y León y en la Comunidad de Madrid.

## Biografía

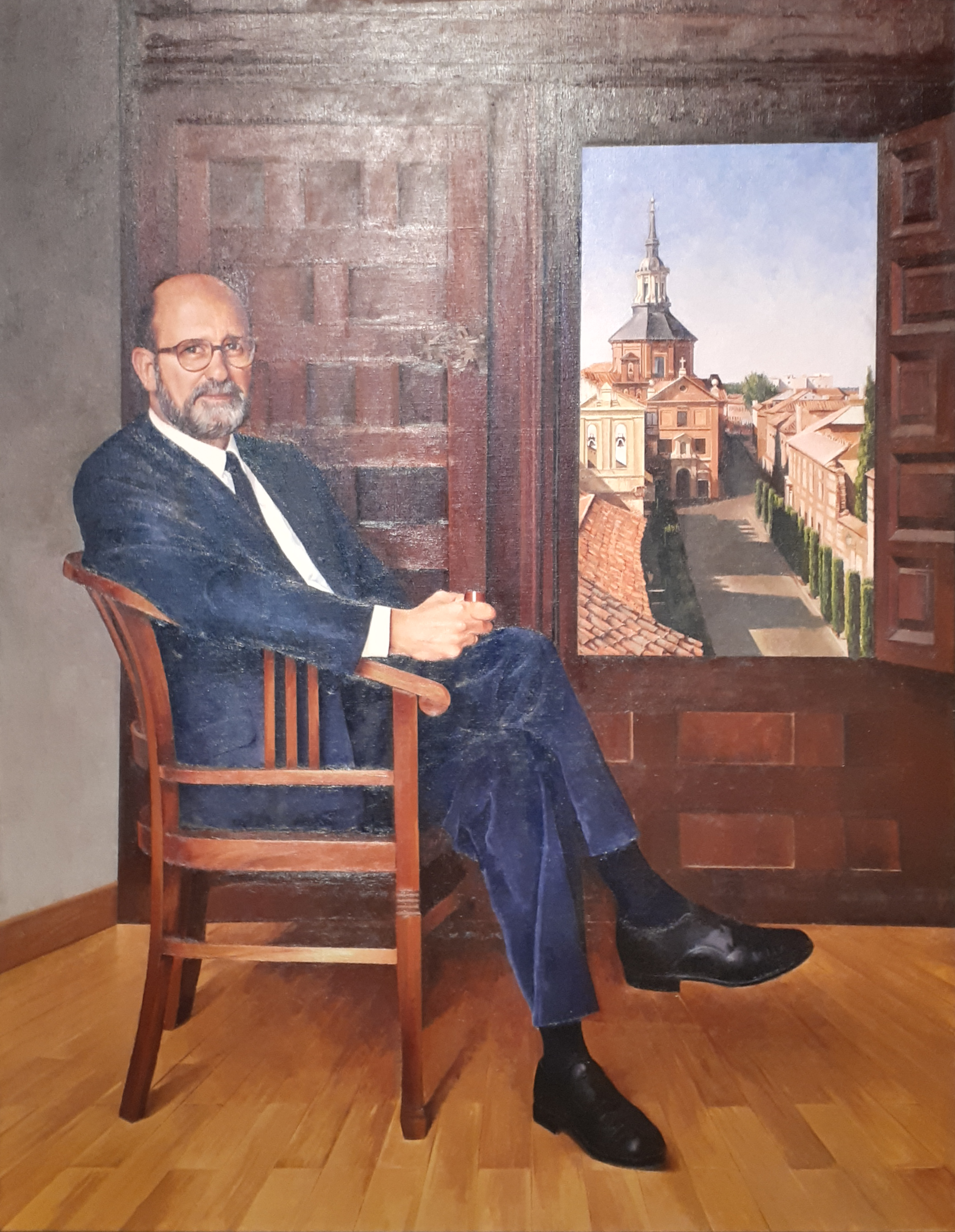
Retrato de Arsenio, pintado por Amparo Vargas en 2001.

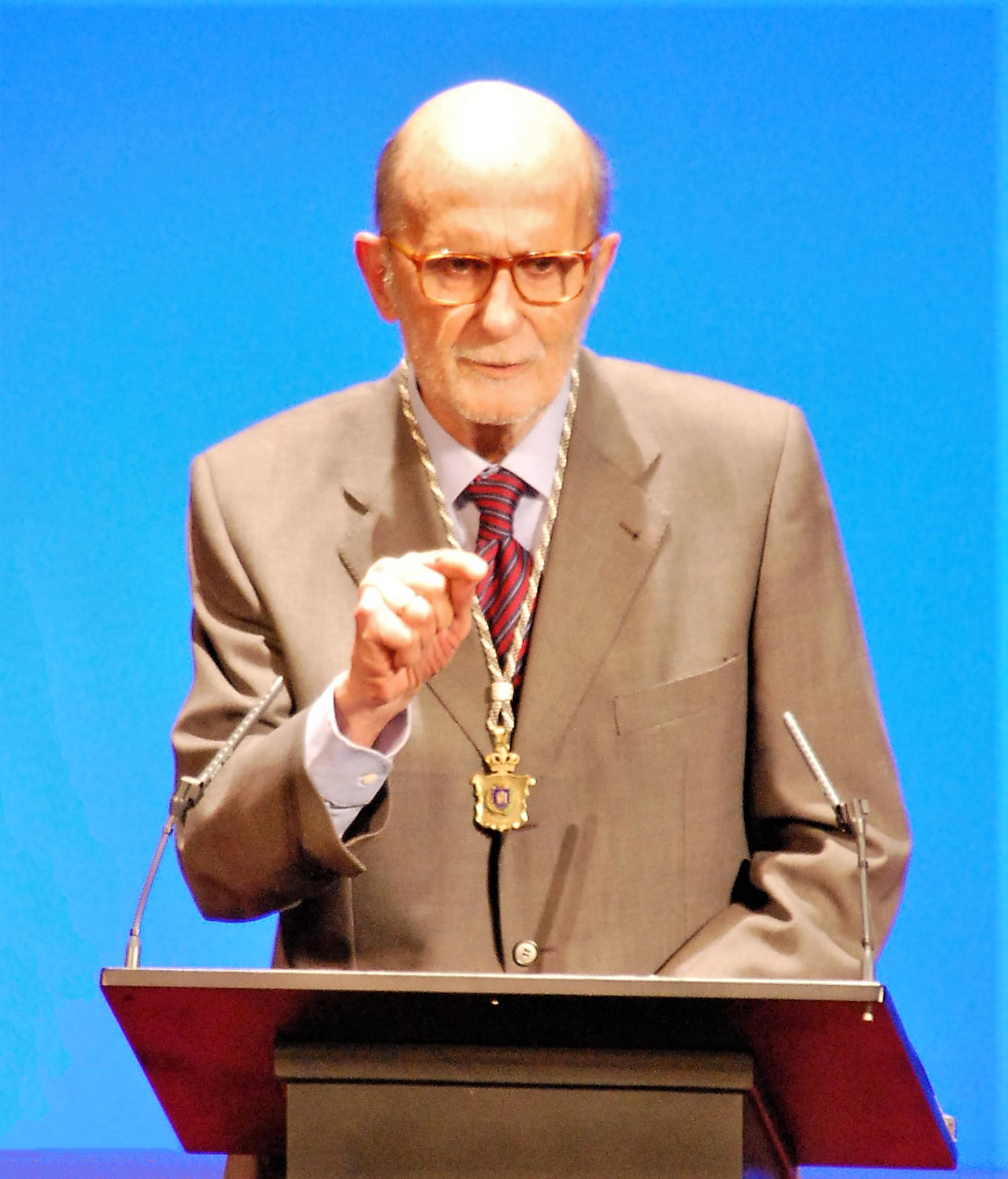
Arsenio durante un discurso.

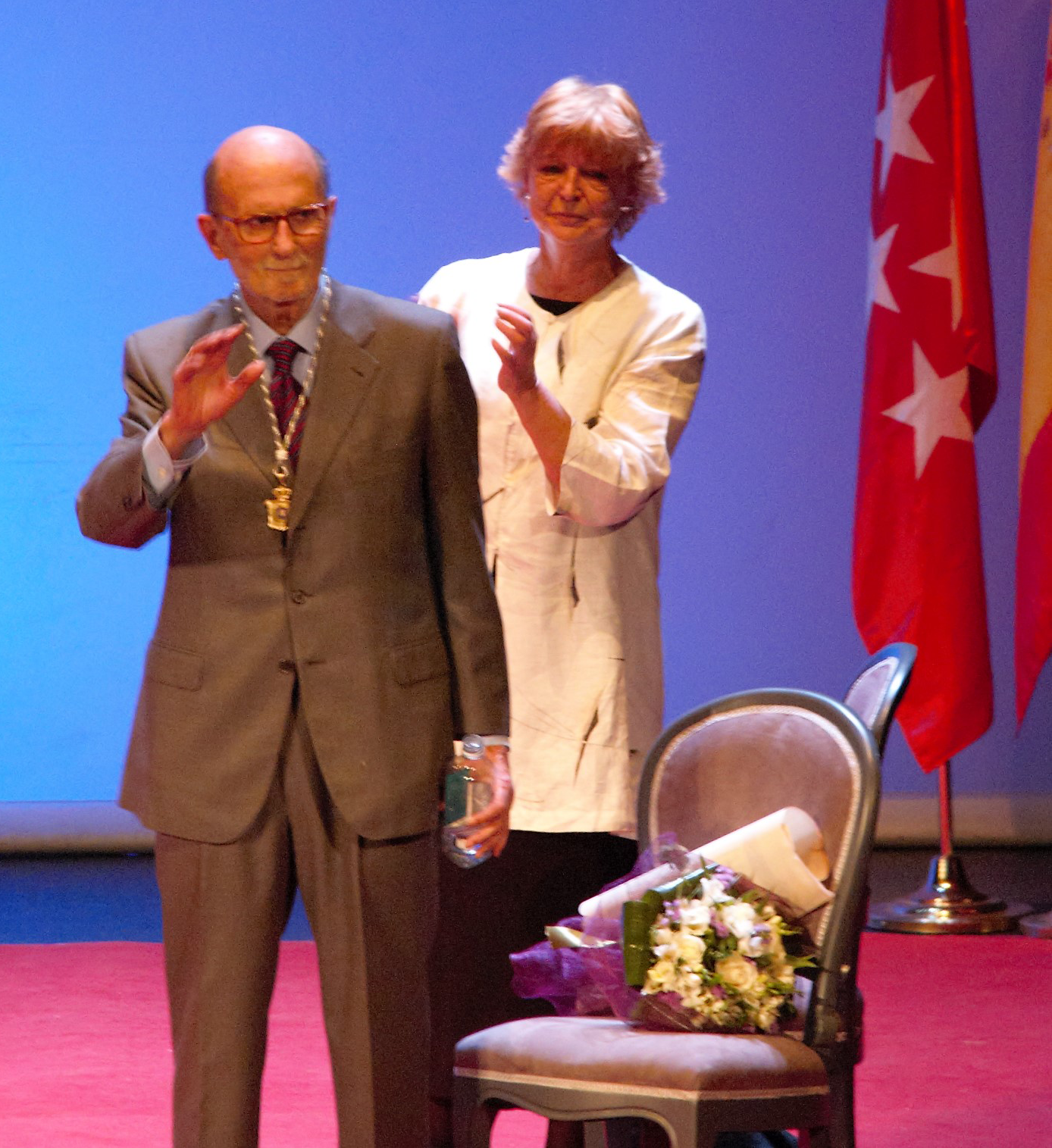
Arsenio y Pilar recibiendo un homenaje en Alcalá de Henares.

Arsenio Eugenio Lope Huerta nació en Alcalá de Henares el 15 de noviembre de 1943, en el seno de una familia de honda raíz complutense. Sus padres fueron Arsenio Lope Sancho (militar) y Mª Ángeles Huerta y Álvarez de Lara, siendo el tercero de sus cinco hijos. Se casó con Marie Chritine Parias, con la que tuvo tres hijos (Iván, Isabel y † Diego) y, tras enviudar, con Pilar Revilla Bel (hija del pintor Manolo Revilla) con la que tuvo dos hijos (Emilia y † Manuel).
Licenciado en Derecho por la Universidad Complutense de Madrid, en Ciencias Empresariales por el ICADE, y diplomado en Ciencias Económicas y Comerciales por la Escuela Superior de Ciencias Económicas y Comerciales (ESSEC) de París.
Su actividad política comenzó en 1974 como cofundador de la Agrupación Socialista de Alcalá de Henares. En 1979 fue elegido concejal del Ayuntamiento de Alcalá de Henares y diputado provincial de la Diputación de Madrid. En 1983 fue elegido alcalde complutense por el PSOE; durante su mandato se firmó con la Universidad de Alcalá, la Comunidad de Madrid, la Diputación de Guadalajara y cuatro ministerios el denominado "Convenio Multidepartamental de Alcalá de Henares" de 31 de enero de 1985, que dio origen a todo un proceso de recuperación de la ciudad y de rehabilitación de sus edificios históricos para actividades universitarias. Posteriormente en 1987 fue nombrado director general de Cooperación Cultural del Ministerio de Cultura, en 1988 gobernador civil de León, y en 1990 delegado del Gobierno en Castilla y León. Finalizó su carrera política como delegado del Gobierno en la Comunidad de Madrid (1993-1994).
Profesionalmente ha asumido cargos de responsabilidad económica como vicepresidente de Page del grupo Banesto y como subdirector general de Caja España.
Desde 1969 colaboró habitualmente en periódicos y semanarios con trabajos de interés cultural, patrimonial y social. Participó activamente en la elaboración la "Enciclopedia Cervantina" del Centro de Estudios Cervantinos.
Su implicación social fue muy variada. Fue presidente de la Sociedad de Condueños, presidente de la Asociación para la Recuperación de la cúpula del convento de las Juanas, vicepresidente del Cabildo de la Fundación del Hospital de Antezana y, entre 2005 y 2010, director general de la Fundación General de la Universidad de Alcalá. Fue vicepresidente de la Asociación para la Recuperación del Palacio Arzobispal (ARPA) de Alcalá de Henares, miembro fundador de la Institución de Estudios Complutenses y miembro del Consejo Social de la Universidad de Alcalá.
Su esposa, Pilar, murió en Alcalá de Henares el 15 de diciembre de 2020, a los 66 años. Y poco después falleció Arsenio, el 2 de enero de 2021, también en su ciudad natal, a los 77 años.

## Docencia
Ha promocionado y participado en multitud de conferencias y congresos sobre aspectos históricos y culturales. Colabora en la UAH en varios másteres y dirige cursos como:
- 2002: I Jornadas Patrimonio y Administración Pública. Los Consorcios de España. Máster de Restauración y Rehabilitación del Patrimonio.
- 2016: "El teatro en la época de Cervantes"[23]
- 2017: "Cisneros: el hombre, la política y la cultura".[24]
- 2018: "Hitos para una ciudad y su universidad. Patrimonio de la Humanidad Alcalá de Henares 1998-2018".[25]
- 2019: "La huella de Alcalá en la cultura y en la historia"[26]
- 2020: "La huella de Alcalá en la cultura y en la historia II".[27][28]

## Obra
Ha publicado sobre todo libros históricos:
- 1983: Leyendas y refranes complutenses ISBN 978-84-500-8342-2
- 1992: Introducción al Catastro del Marqués de la Ensenada. Alcalá de Henares en 1753 ISBN 978-84-7952-065-6
- 1994: Visita a Alcalá de Henares
- 1998: Los Cervantes de Alcalá ISBN 978-84-88333-23-0
- 2001: Alcalá de Henares  ISBN 978-84-241-0327-9
- 2001: La Sociedad de Condueños: «La generosa hazaña de un pueblo» ISBN 978-84-607-3827-5
- 2001: La Sociedad de Condueños 1850-2000: del desencanto a la esperanza ISBN 978-84-8138-478-9
- 2002: Alcalá de Cisneros ISBN 978-84-7782-868-6
- 2003: Fernando I de Habsburgo ISBN 978-8487068126
- 2003: Río Henares abajo  ISBN 978-84-932344-4-7
- 2006: Otras historias de Alcalá ISBN 978-84-932344-5-4
- 2006: Recuerda Alcalá de Henares ISBN 978-84-241-0603-4
- 2009: El último hijo de Juana la Loca ISBN 978-84-936929-4-0
- 2010: Universidad de Alcalá, de las armas a las letras edificios universitarios que tuvieron uso militar (exposición)
- 2010: Historia de la Mutual Complutense, 1909-2009 ISBN 978-84-614-1393-5
- 2011: Historia de Nuestra Señora del Val: patrona de Alcalá de Henares, alcaldesa perpetua, doctora de su universidad (cómic)
- 2015: El juego en tiempos del Quijote ISBN 978-84-15973-71-3
- 2016: Homenaje a Cisneros 1517-2017  ISBN 978-84-617-7365-7
- 2017: Cisneros. La gloria del trono. ISBN 978-84-16968-26-8
- 2021: Azaña & Alcalá. Alcalá de Henares: Concejalía de Cultura del Ayuntamiento de Alcalá de Henares, Foro del Henares. ISBN 978-84-15005-71-1
- 2021: Cartas Complutenses. Alcalá de Henares: Ayuntamiento de Alcalá de Henares, Institución de Estudios Complutenses. ISBN 978-84-15005-75-9

Capítulos de libros:
- Lope Huerta A. Una Ciudad-Universidad que fue patria de Cervantes: Alcalá de Henares. En: Cabañas MD (coordinadora). El Camino de la Lengua. Toledo: Editorial Artec; 2004. p.196-215. ISBN 84-89183-28-7
- Lope Huerta A. Catalina de Aragón. En: Sánchez Moltó MV (coordinador). Mujeres en Alcalá de Henares: un paseo por su historia. Alcalá de Henares: IEECC; 2017. p.55-72. ISBN 978-84-88293-37-4,
- Lope Huerta A. Los años ochenta. La recuperación de Alcalá. En: Pérez Palomar JV, Sánchez Moltó MV, García Sánchez O, Lledó Collada P (directores). Alcalá Patrimonio Mundial: XX Aniversario. Alcalá de Henares: IEECC; 2018. p.103-28. ISBN 978-84-88293-41-1
- Lope Huerta A. Las Santas Formas de 1597 a 1936. En: Sánchez Moltó MV, Prim Goicoechea JM (directores). Las Santas Formas: historia, devoción popular y arte. Alcalá de Henares: IEECC; 2019. p.17-54. ISBN 978-84-88293-43-5
- Lope Huerta A, Chamorro Merino G. El Palacio Arzobispal de Alcalá de Henares. Historia y memoria. En: Palop L (coordinación). De Palacio a Casa de los Arqueólogos. Madrid: BOCM; 2019. ISBN 978-84-451-3828-1

Artículos en revistas científicas:
- Lope Huerta A. Pedro Gumiel: breves notas. Anales Complutenses. 1987; 1:313-26.
- Lope Huerta A. Aproximación al tema de la mujer 1550-1650. Dos caminos de superación: Teresa de Ávila, Andrea de Cervantes. Anales Complutenses. 2001; 13:9-22.
- Pérez López A, Lope Huerta A. Recuperación de la cúpula de "Las Juanas": El Convento de San Juan de la Penitencia en Alcalá de Henares. Ars Sacra. 2002; 24:56-9.
- Lope Huerta A. El sueño de una cúpula. Ars Sacra. 2006; 37:29-30.
- Lope Huerta A. Cuando faltaba una cúpula en el cielo alcalaíno. Ars Sacra. 2007; 43:14-5.

En 2009 estrenó una versión teatral sobre la novela de Miguel de Cervantes “El coloquio de los perros”. En 2018 fue el guionista del documental "450 años del regreso a Alcalá de las reliquias de Justo y Pastor 1568-2018".

## Reconocimiento

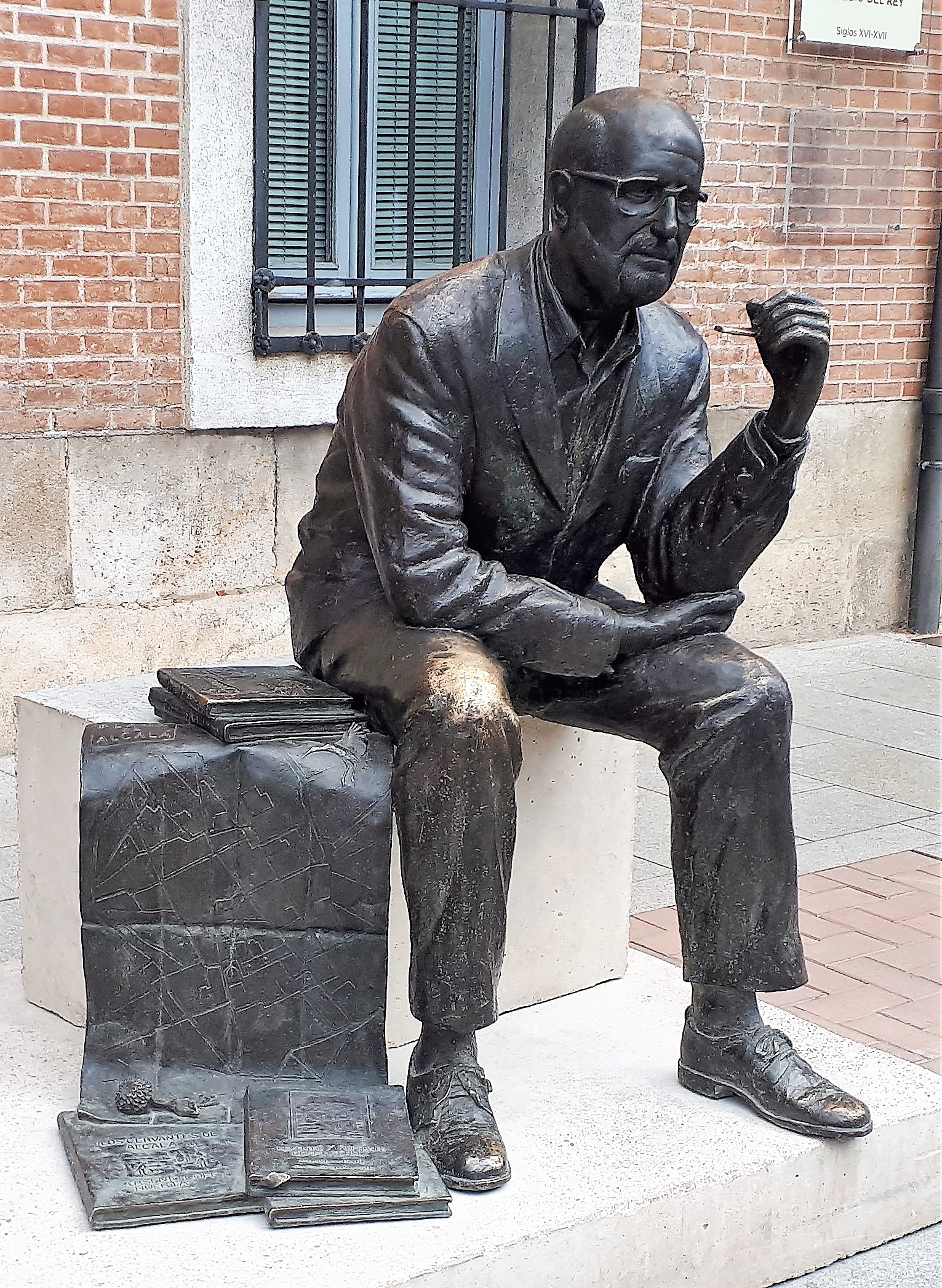
Estatua a tamaño natural de Arsenio, obra de Andrés Bonilla Gutiérrez en 2023.

- 1984: Medalla de oro de la Universidad de Alcalá; entregada a su familia el 26/06/2021.[32]
- 1987: Cofrade de honor de la Cofradía de Ntra. Sra. del Val.
- 1992: Gran Cruz del Mérito Militar[33]
- 1994: Gran Cruz del Mérito Civil[34]
- 1995: Socio de honor de la Asociación de Amigos de la Universidad de Alcalá
- 1995: Socio de honor de la Fundación de Familias Monoparentales Isadora Duncan[35]
- 2003: Caballero Almogavar Paracaidista de Honor
- 2006: Prendedor de la Hoguera de Sta. Lucía de la A.C. Hijos y Amigos de Alcalá de Henares
- 2009: Socio de honor de la Mutual Complutense.[36]
- 2010: Miembro honorario de FIAAIINAPE.[37]
- 2011: Cruz del Mérito Policial
- 2012: Socio de honor de la Asociación Cultural Hijos y Amigos de Alcalá de Henares.[38]
- 2016: Socio de honor del Centro Castellano-Leonés de Alcalá de Henares
- 30/03/2019: Pregonero de la Semana Santa de Alcalá de Henares, en la Catedral Magistral.[39]
- 27/02/2020: Medalla de oro de la ciudad de Alcalá de Henares.[40]
- 09/10/2021: Creación del premio a los "Valores cívicos", dedicado en honor a Arsenio Lope Huerta, dentro de los Premios Ciudad de Alcalá.[41]
- 15/12/2021: Homenaje de la Institución de Estudios Complutenses y el Ayuntamiento de Alcalá de Henares.[42]
- 30/03/2023: Inauguración de una estatua de cuerpo completo en la calle Libreros n.º 23 de Alcalá de Henares. Figura en bronce del escultor Andrés Bonilla Gutiérrez.[43]
- 31/03/2023: Instalación de una lápida conmemorativa en su casa natal, en la calle Libreros n.º 48, de Alcalá de Henares.

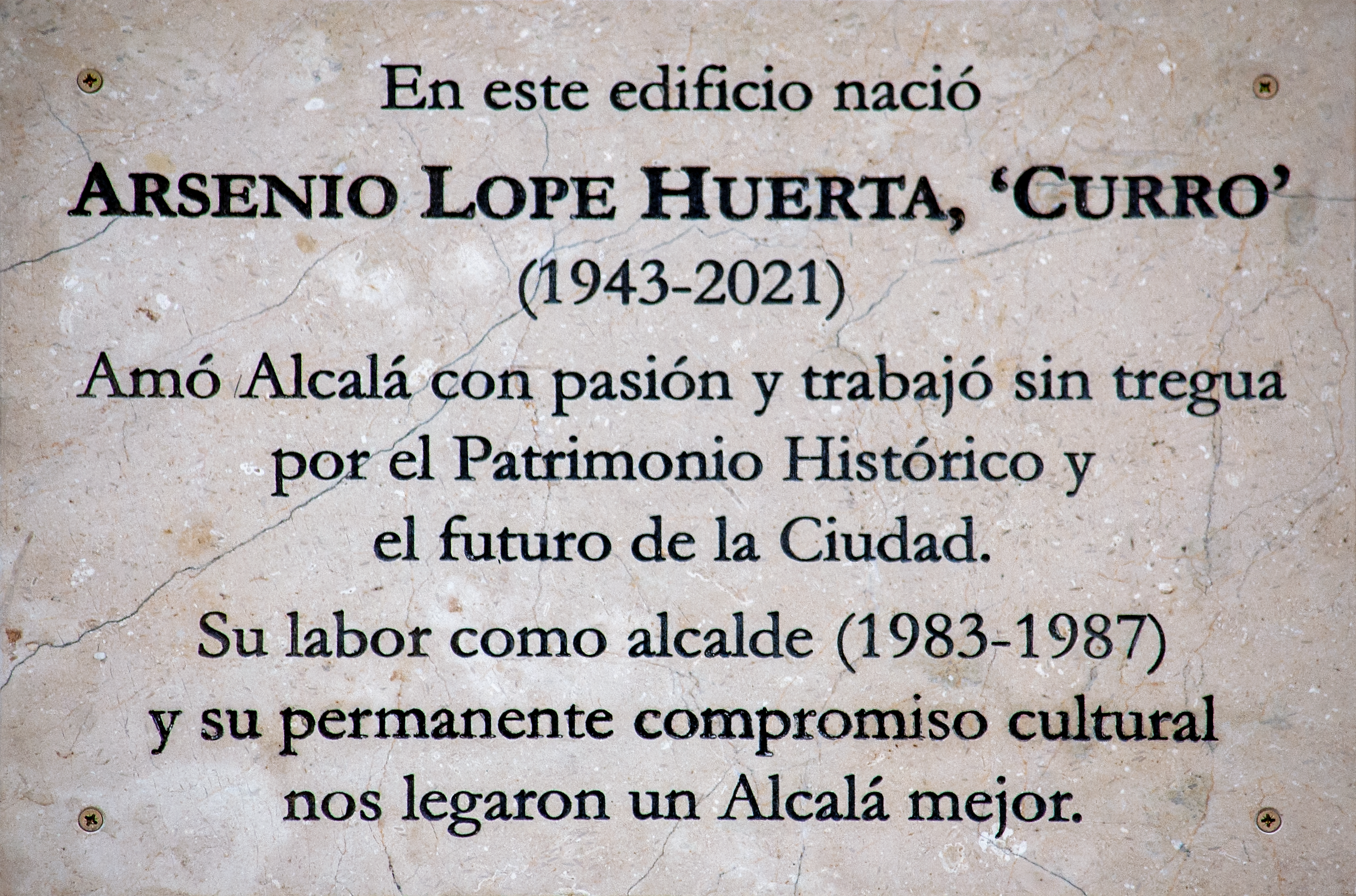
Lápida conmemorativa en su casa natal
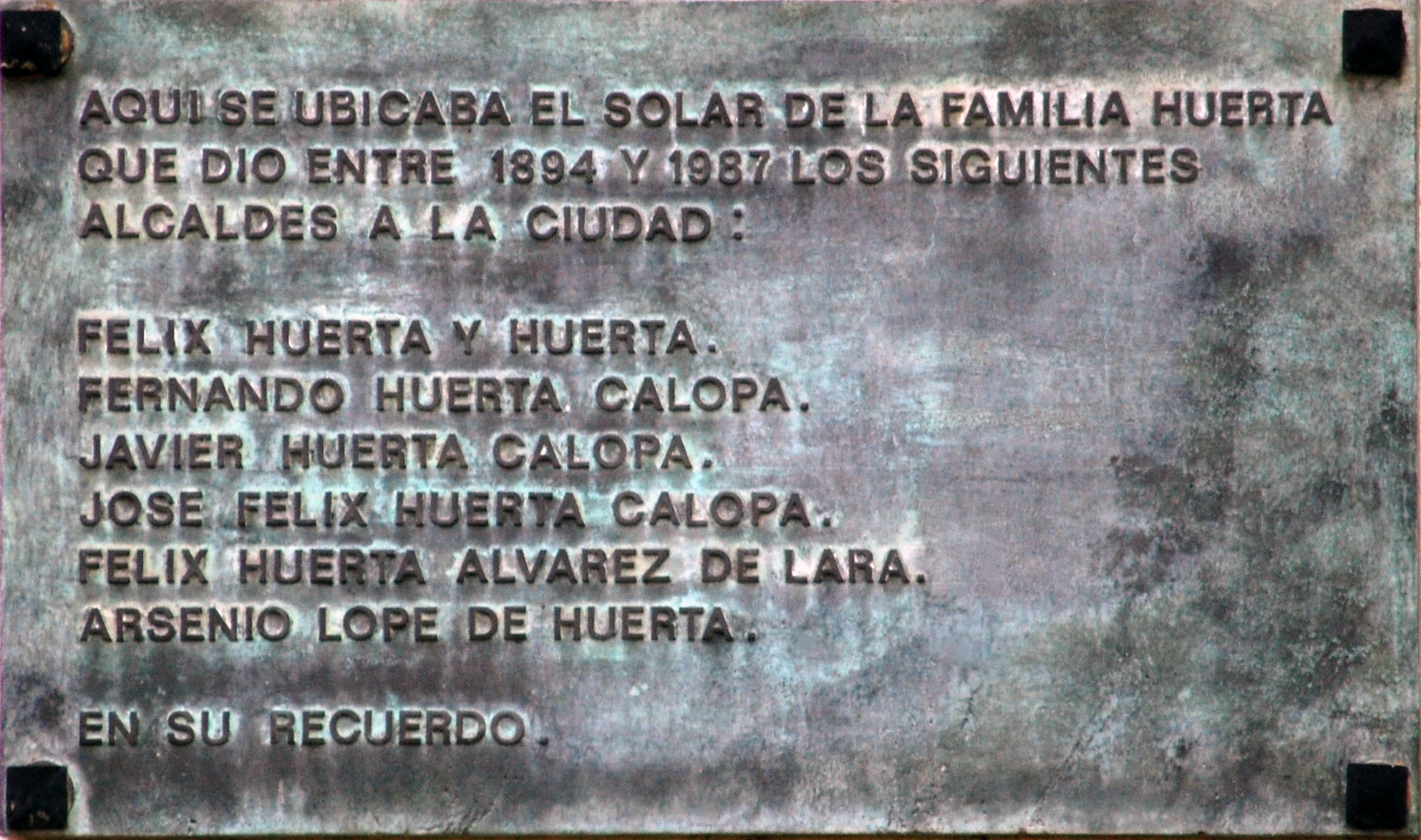
Placa en recuerdo de los alcaldes de la Familia Huerta
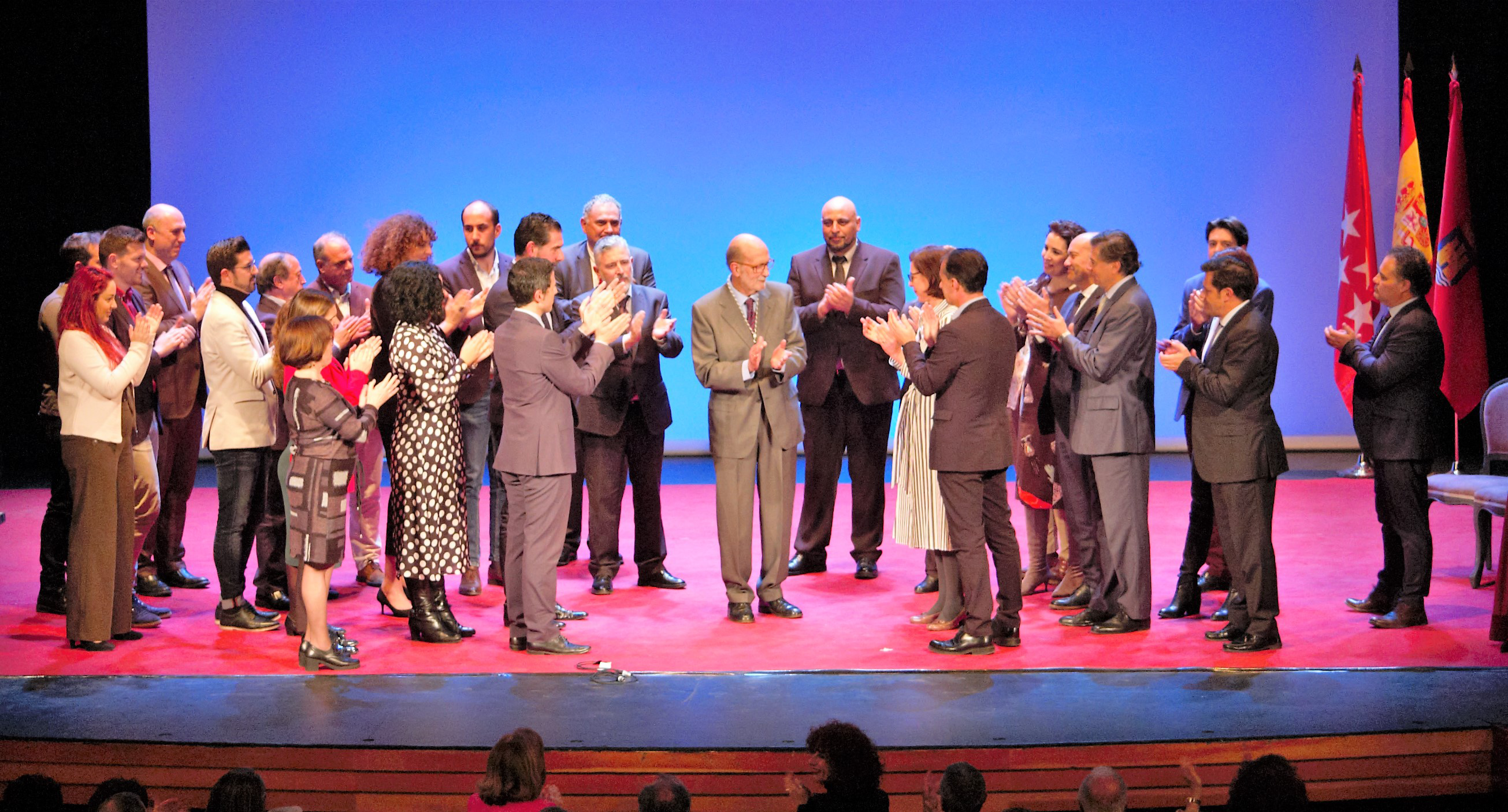
Recibiendo felicitaciones durante el acto de entrega de la Medalla de oro de la ciudad de Alcalá de Henares
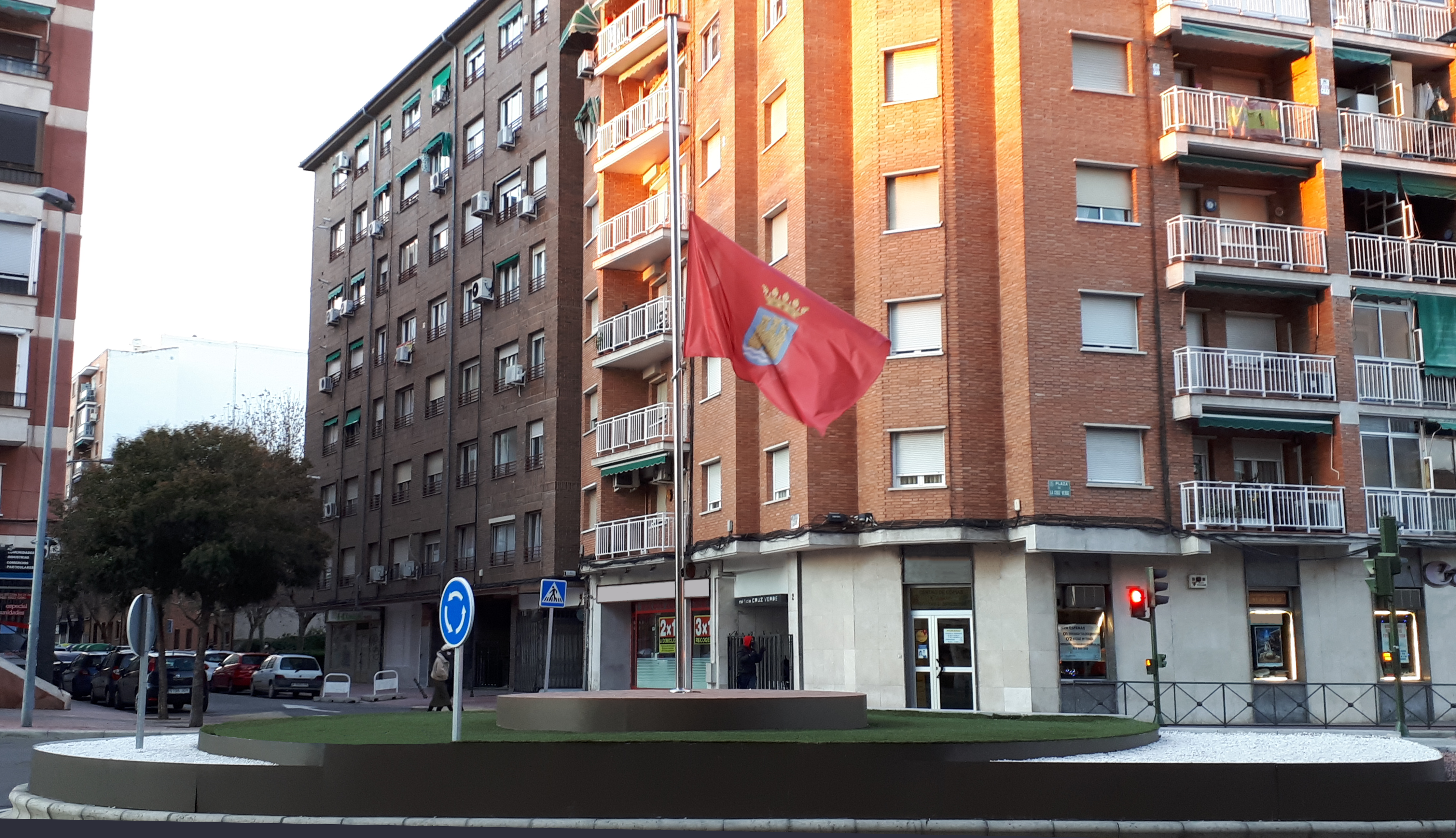
Bandera de Alcalá de Henares a media asta por el fallecimiento de Arsenio Lope Huerta
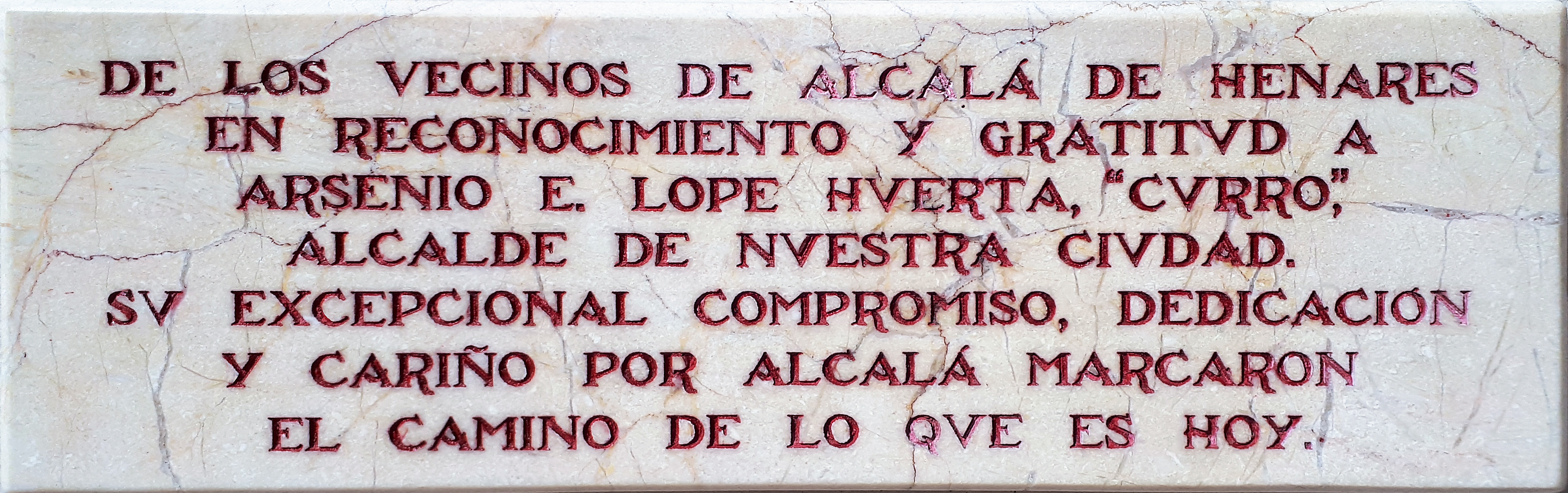
Cartela de agradecimiento vecinal en su estatua.

## Legado Lope Huerta-Revilla Bel

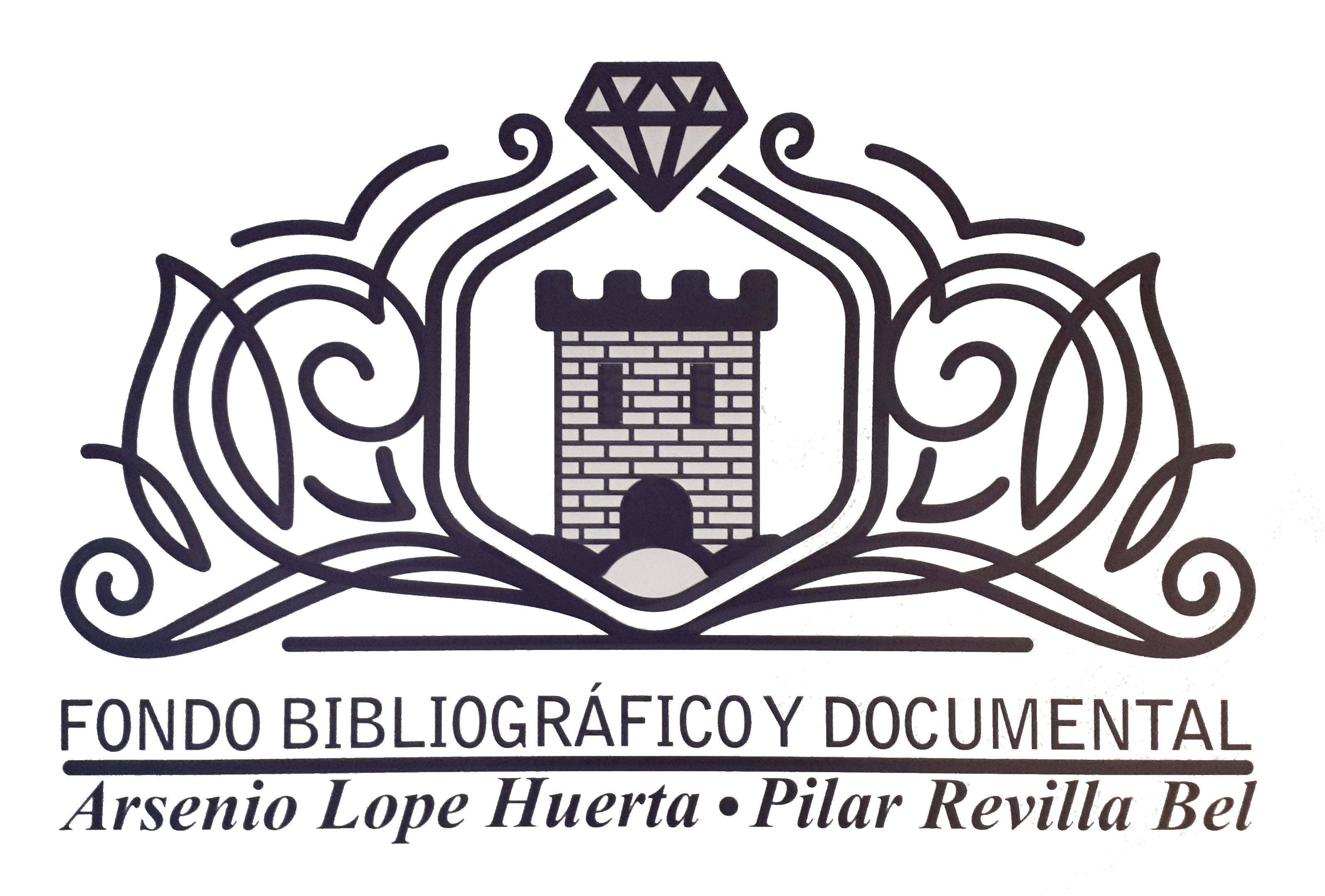
Legado Lope Huerta - Revilla Bel.

En 2019 Arsenio y, su esposa, Pilar donaron un amplio compendio de material bibliográfico y documental al Ayuntamiento de Alcalá de Henares. Este legado se presentó al público el 28 de febrero de 2020 mediante una exposición en el antiguo Hospital de Santa María la Rica, presentado documentos históricos, ensayos, críticas literarias, obras sobre Miguel de Cervantes, y objetos de coleccionismo relacionados con Alcalá.

## La familia Huerta
La familia Huerta ha dado una saga de concejales y alcaldes a la ciudad complutense, siendo Félix Huerta y Huerta su nexo entre todos ellos. Su abuelo y su padre fueron concejales de la corporación municipal. De sus cuatro hijos varones, tres de ellos llegarían a ocupar el sillón municipal de Alcalá: Fernando, Javier y José Félix. Así como su nieto Félix Huerta Álvarez de Lara y, su bisnieto, Arsenio Lope Huerta.